# Sinhasa
Sinhasa è una suddivisione dell'India, classificata come census town, di 4.079 abitanti, situata nel distretto di Indore, nello stato federato del Madhya Pradesh. In base al numero di abitanti la città rientra nella classe VI (meno di 5.000 persone).

## Geografia fisica
La città è situata a 22° 43' 13 N e 75° 46' 25 E.

## Società

### Evoluzione demografica
Al censimento del 2001 la popolazione di Sinhasa assommava a 4.079 persone, delle quali 2.203 maschi e 1.876 femmine. I bambini di età inferiore o uguale ai sei anni assommavano a 748, dei quali 409 maschi e 339 femmine. Infine, coloro che erano in grado di saper almeno leggere e scrivere erano 1.655, dei quali 1.135 maschi e 520 femmine.